# 秋田令和高等学校
秋田令和高等学校（あきたれいわこうとうがっこう）とは、秋田県秋田市千秋矢留町にある私立高等学校。
2020年（令和2年）4月、秋田和洋女子高等学校（あきたわようじょしこうとうがっこう）から現校名に名称を変更し、男女共学となった。

## 概要
学校法人和洋学園（わようがくえん）の運営であるが、後述する愛国婦人会が前身である。なお、千葉県市川市に所在し和洋裁縫女学院を前身とする、同名の学校法人和洋学園（和洋女子大学、和洋国府台女子中学校・高等学校、和洋九段女子中学校・高等学校）とは無関係である。
バレーボール部は、春の高校バレーや高校総体に出場した経験がある。ハンドボール、なぎなた、ギターアンサンブルでは全国優勝している。

### 建学の精神
- 全人教育と労作教育
個性を伸ばすことに努めるとともに、知識だけでなく円満な人格を備えた人材の育成を重じてきた。実生活に役立つ教育を目指し、積極的に仕事に取り組み、働きを通じて自己を磨くという考えに基づいた指導を重視している。

### 教育目標
- 一人ひとりが時代を生きる人間としての輝きを
  - 豊かな個性に満ち、主体的に生きる力を備えた生徒の育成
  - いのちを大切にし、深い思いやりの心を持つ生徒の育成
  - 文化や伝統を尊重し、広い視野に立って生きる生徒の育成
  - 体験を通して自ら学び、積極的に自己実現を図る生徒の育成

## 設置学科
- 普通科
  - 進学コース（文系・理系）
総合教養コース
保育コース
福祉コース
ビジネスコース
アスリートコース

### 過去
- 商業科 - 2011年廃止

## 沿革
- 1928年（昭和3年） - 愛国婦人会秋田県支部のもとに講習科として開校（前身）[1]。後に「秋田愛国女学館」となる[1]。
- 1948年（昭和23年） - 秋田女学館高等学校として開校[1]。翌1949年（昭和24年）に「秋田和洋女子高等学校」となる[2]。
- 2020年（令和2年） - 4月より校名を「秋田令和高等学校」に変更して男女共学化、新校舎に移転[2][3]。

## 出身者
- 安宅小百合 - ミュージカル女優
- 小玉夕美子 - モデル
- 福岡晶 - 女子プロレスラー

## ギャラリー

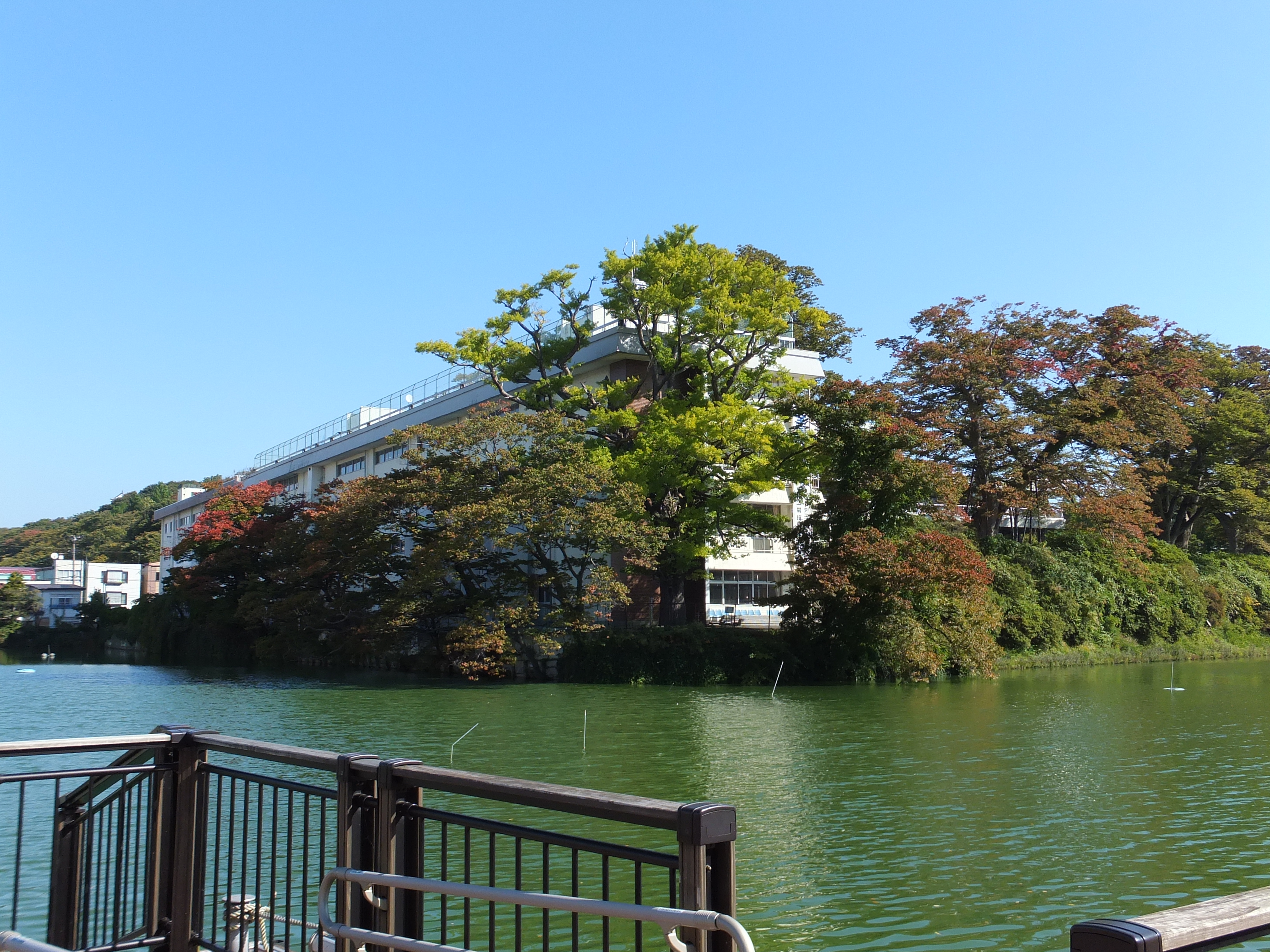
旧・秋田和洋女子高等学校校舎 （※2020年4月に新校舎へ移転）